# Elektrokamin

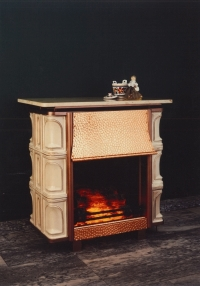
Elektrokamin

Ein Elektrokamin ist eine Widerstandsheizung, die mit elektrischem Strom betrieben wird.

## Entstehungsgeschichte
Der erste Elektrokamin – eine Kombination aus elektrischer Heizung und optischem Feuereffekt – wurde 1917 von Berry in England patentiert und als Berry Magicoal in England und den USA vermarktet. Seit 1966 werden Elektrokamine auf dem deutschen Markt angeboten. Bedingt durch die fortschreitende Isolationsqualität der Gebäude und sinkende Nachfrage nach Übergangsheizungen ist der Elektrokamin inzwischen auch als Vollheizung erhältlich.

## Aufbau
Die heutige Bauweise im Kastenprinzip besteht aus der Gestellform, einer Rahmeneinheit mit Zierornamenten, der Kacheleinheit, dem Heizmodul in Kaminbauweise und einem elektrischen Feuer. Die elektrisch betriebenen Kaminfeuer ahmen die Effekte eines Kaminfeuers nach. Wurden ältere Flammspiele noch durch Wärme und Lüfterrad mit Spiegel erzeugt, werden sie inzwischen durch spezielle Spiegeltechnik, angetrieben durch langsam drehende Motoren im Niedervoltbereich, und eine energieeffiziente Beleuchtungseinheit bewirkt.

## Funktions- und Betriebsweise
Bei der Abgabe der Wärmeenergie werden neben der Strahlungswärme grundlegend zwei Arten der Konvektion in ihrer Funktion unterschieden: die natürliche Konvektionstechnik und die Wärmeabgabe durch eine Zwangsbelüftung über Ventilatorenantrieb. Grundlage der durch Konvektion betriebenen Elektrokamine ist die Wärmeenergie, umgesetzt aus elektrischer Energie in den Raum abzugeben. Die rein physikalische Funktion der Luftverdrängung bzw. Konvektion entspricht der Verdrängung der warmen Luft durch nachziehende Kaltluft. Dies sorgt für die ständige Abgabe der im Inneren des Kamins erzeugten Wärmeenergie. Hierbei kommen verschiedene Heizelemente, meist reine ohmsche Widerstände, zum Einsatz. Damit unterscheiden sich Elektrokamine grundlegend vom Wirkungsprinzip der Nachtspeicherheizung.
Es existieren aber auch mit Marmor oder Kacheln verkleidete Modelle, welche die erzeugte Wärme erst nach und nach an den Raum abgeben.
Im Gegensatz zu gesetzten Kaminen sind Elektrokamine einsatzbereit, ohne dass Umbauten zur Anbindung an eine Verbrennungstechnik notwendig sind. Die meisten Modelle sind überdies beweglich, während gewöhnliche Kamine fest eingebaut sind. Allerdings können Elektrokamine im Gegensatz zu klassischen Kaminen aufgrund des fehlenden Witterungsschutzes in der Regel nicht im Freien eingesetzt werden. Elektrokamine werden sowohl als Zusatzheizgerät als auch als Raumobjekt genutzt.

## Technische Kenndaten
Es werden Leistungsvarianten von ca. 1000 bis zu 3000 W angeboten. Elektrokamine verfügen entweder über einen Festanschluss mit gesetzter Dose (wie bei einem E-Herd) oder über eine Steckverbindung (Steckdose und Schukostecker) mit Spannung 230 V 50 Hz.